# Schubertova vila (Praha)
Schubertova vila (Praha) je dům čp.276/9 se zahradou v Praze 6-Liboci, při ulici Libocká, typ italské předměstské vily, kterou navrhl architekt Zdenko Schubert von Soldern roku 1871. Areál domu se zahradou jsou od roku 1958 chráněny jako nemovitá kulturní památka.

## Historie

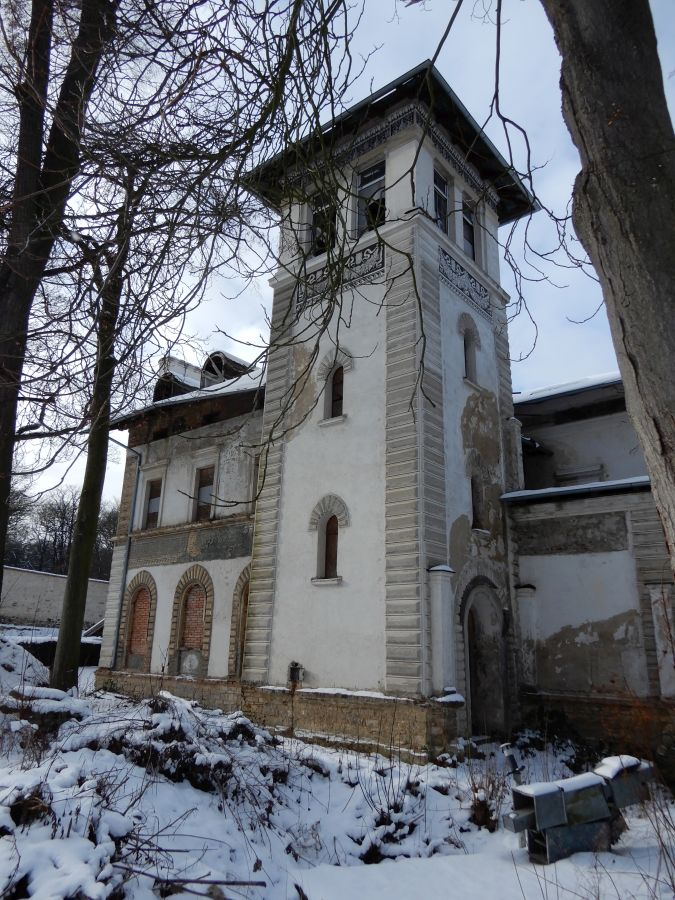
Věž

Vilu na místě starší usedlosti navrhl a postavil architekt Zdenko Schubert ze Soldernu pro svého otce, zemského advokáta a notáře JUDr. Eduarda Schuberta, rytíře ze Soldernu (1800–1879) a jeho druhou manželku (svou matku) Karolínu, rozenou Schmidtovou (1811–1885). V literatuře se za majitele vily chybně označuje architektův bratr, rovněž právník, který se však jmenoval Egon (* 1842) a bydlel s rodinou na Vinohradech.
Již koncem 19. století vila změnila majitele. Dům jako obytný a obývaný objekt i se zahradou zůstaly udržované a oplocené asi do roku 1980, kdy byla vila přidělena Socialistickému svazu mládeže.
Po roce 1990 byla vila i s pozemkem prodána prostřednictvím úřadu městské části Praha 6, vedeného ODS, zahraničnímu podnikateli, který začal s nepatřičnou úpravou střechy pomocí vikýřů. Na pokyn orgánů státní památkové péče byl tento zásah zastaven a od té doby neobydlená vila chátrá. Z obav před sqattery byly zazděny vchody i okna. Zahrada byla štěrkem a asfaltem upravena na parkoviště aut,  její severozápadní kout si upravila na posezení sousední restaurace Libocká studna.

## Popis a zhodnocení
Vila stojí uprostřed zpustlé zahrady s hromadou suti. Je situována v mírném svahu, mezi severní ohradní zdí Královské obory Hvězda a svažující se Libockou ulicí. Má půdorys písmene L, vnější schodiště, věž a dvě otevřené lodžie. Představuje typ antikizující novorenesanční předměstské italské vily (tzv. Villa suburbana) a bývá hodnocena jako jeden z předních projektů svého autora a vzácný stavební typ vily, protože další autorova díla v Sasku byla z důvodů vybombardování po druhé světové válce srovnána se zemí. 
V pásech nad, pod a mezi okny se dochovala černobílá sgrafita, například dva žánrové průvody puttů, první pod nápisem VACANZ nesoucích pomůcky lidí na prázdniny, druhý vykonávající lidské slavnosti dále dekorativní motivy (ornamenty jako meandry, palmety, girlandy, festony, hlavy satyrů aj.). Navrhl je  malíř Viktor Schubert ze Soldern (1834–1912), architektův starší bratr, absolvent studia historické malby na akademiích v Mnichově a v Drážďanech. Z vnitřního vybavení, popisovaného v literatuře do roku 1980 jako zachovalé, lze rozeznat dekorativní malbu na dřevěném táflování stropu severní lodžie, ostatní pravděpodobně zaniklo. 

## Film
- Ve filmu Lásky mezi kapkami deště režiséra Karla Kachyni je zdokumentován špatný stav stavby již v roce 1979.

## Galerie

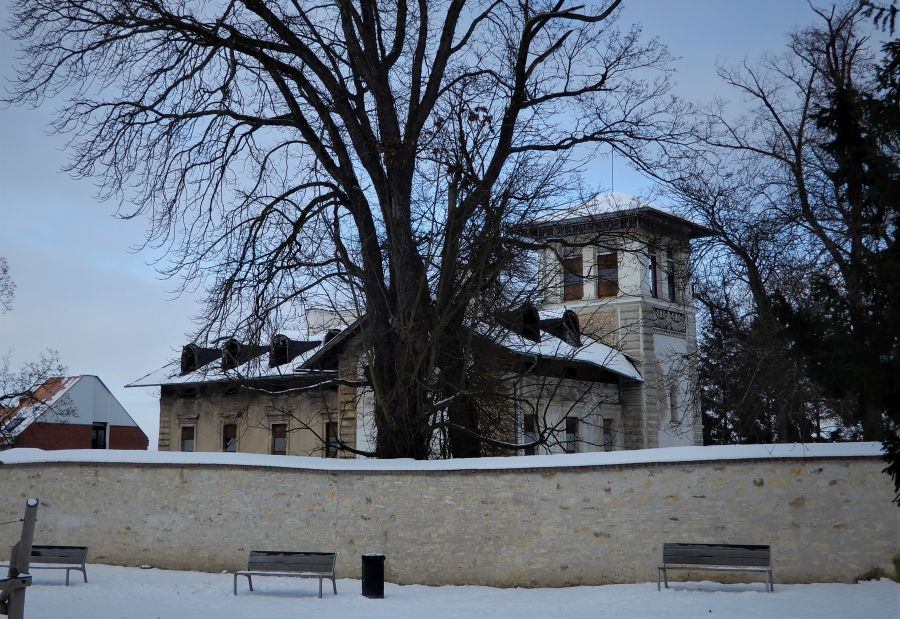
Vila za zdí obory, od jihovýchodu (leden 2021)
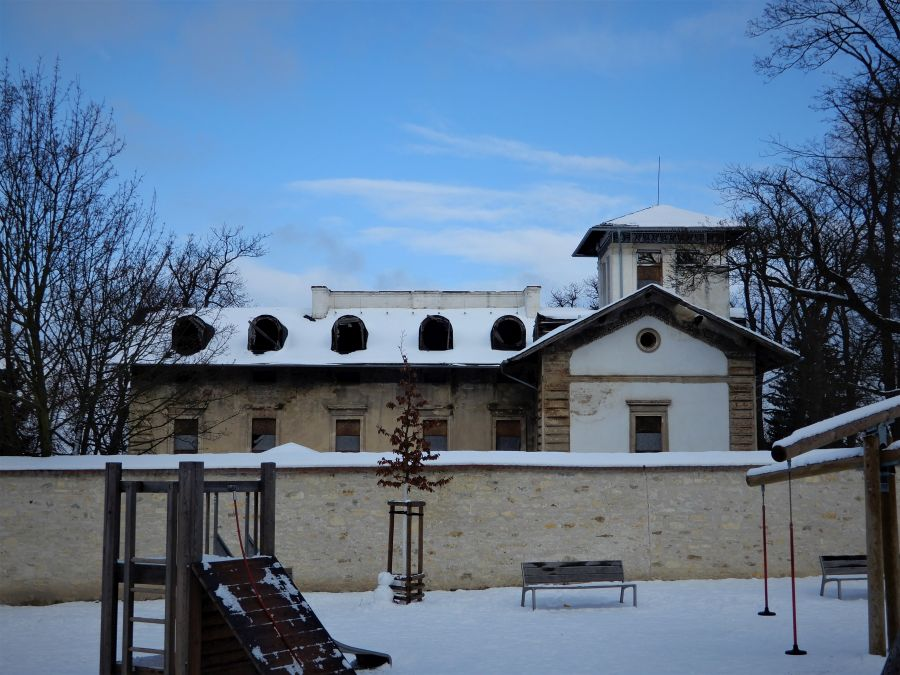
Vila za zdí obory, od jihu (leden 2021)
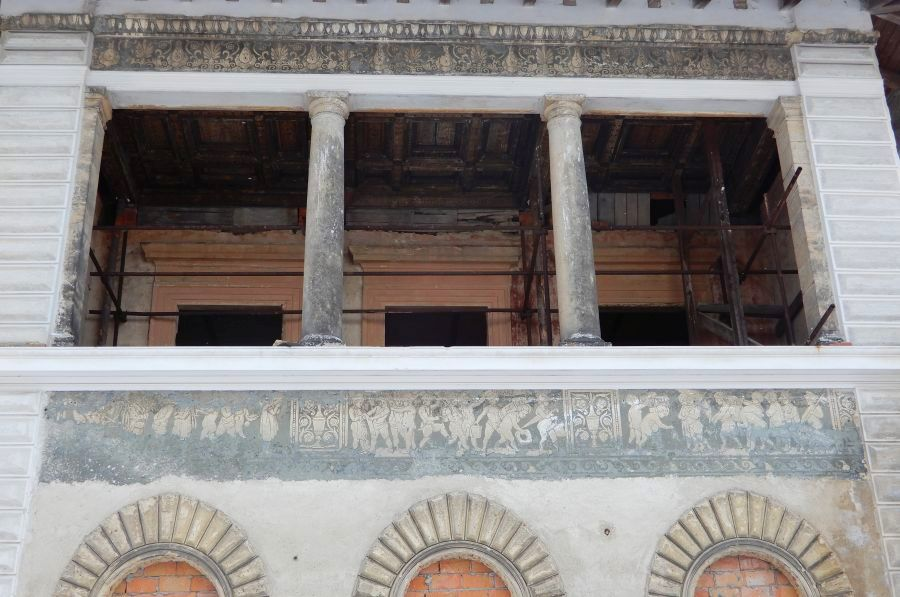
Severní lodžie (leden 2021)
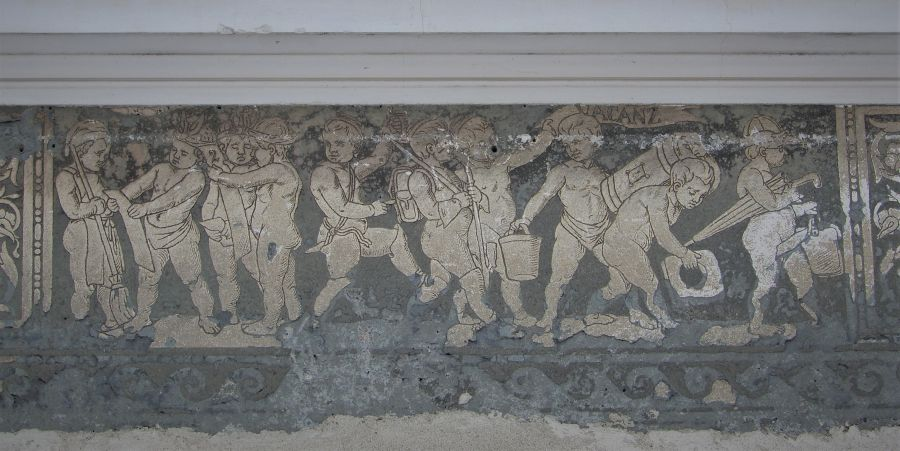
Sgrafito s výpravou puttů na prázdniny (leden 2021)